# Pônei Shetland
O pônei Shetland é uma raça de pônei originária das ilhas Shetland. Shetlands variam em tamanho de uma altura mínima de aproximadamente 7 palmos (71, 12 cm) a uma altura máxima oficial de 11 palmos (44 polegadas, 112 cm) na  cernelha (11.2 palmos; 46 polegadas, 117 cm) para American Shetlands). Pôneis shetland possuem pelagem densa, pernas curtas e são considerados muito inteligentes. É uma raça de pôneis forte, sendo usada para montaria, carga e tração.

## História

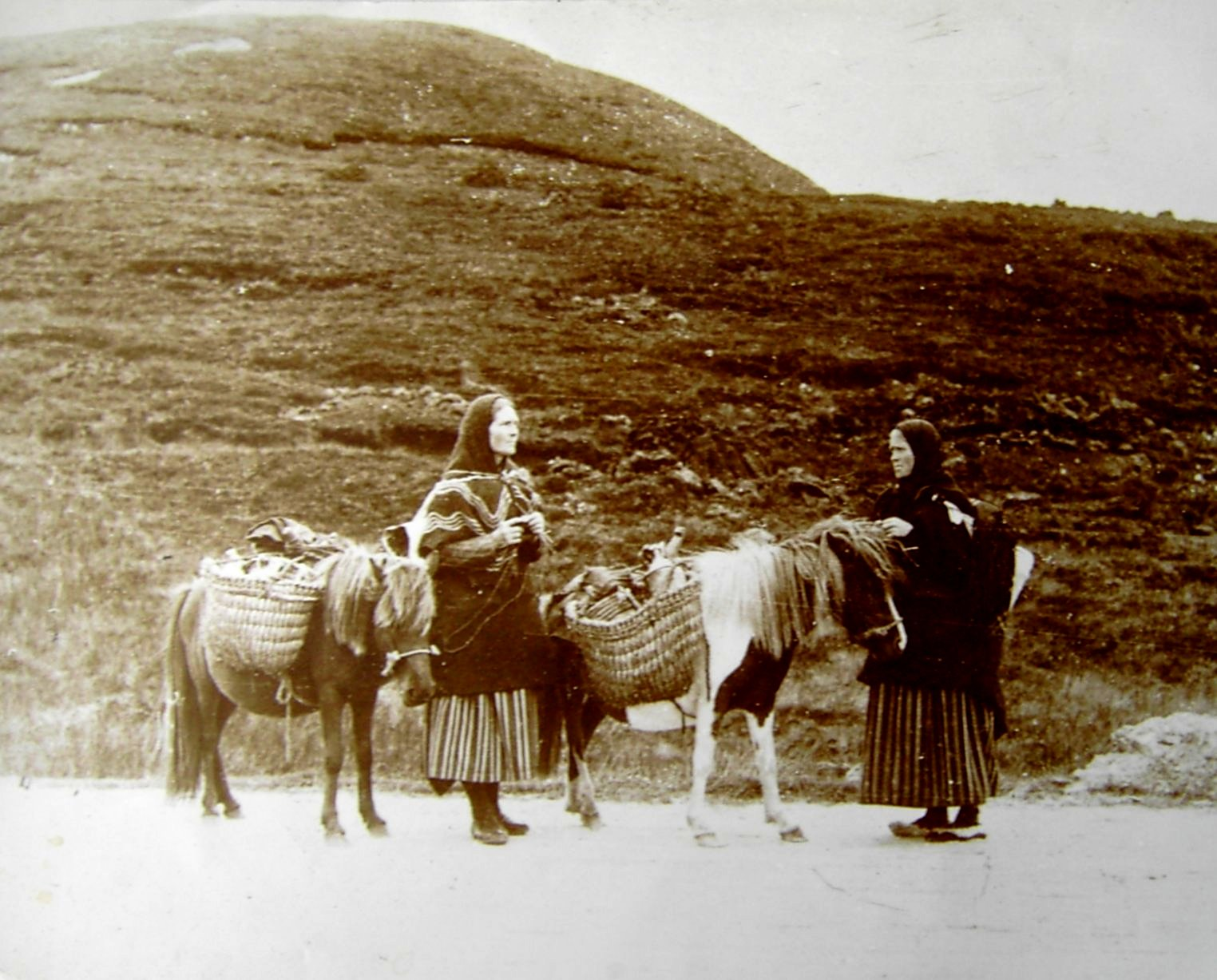
Duas mulheres das ilhas Shetland com pôneis, por volta do ano 1900.

Os pôneis shetland  têm origem nas ilhas Shetland, localizadas a nordeste da Escócia. Cavalos de porte pequeno tem sido criados nas  Shetland desde a Idade do Bronze. Os povos que viviam nas ilhas provavelmente cruzaram a raça nativa com pôneis importados por colonizadores nórdicos. Pôneis Shetland provavelmente também foram influenciados pelo pônei celta, trazido Às ilhas por colonos entre 2000 e 1000 AC. O clima severo e a comida escassa desenvolveram os pôneis, tornando-os animais extremamente resistentes. 
Pôneis shetland foram primeiro usados para puxar carroças, carregando turfa, carvão e outros itens, e arando terras de cultivo. Depois, quando a Revolução Industrial aumentou a demanda por carvão em meados do século 19, milhares de pôneis shetland foram enviados à Grã-Bretanha para serem pit ponies, trabalhando nas minas debaixo do solo transportando carvão, frequentemente durante todas suas (geralmente curtas) vidas. Minas de carvão no leste dos Estados Unidos também importaram alguns desses animais. A última mina de pôneis nos EUA foi fechada em 1971.
A Shetland Pony Stud-Book Society do Reino Unido foi fundada em 1890 para manter a pureza e encorajar animais de alta qualidade. Em 1957, a Shetland Islands Premium Stallion Scheme foi formada para subsidiar cavalos registrados de alta qualidade para melhorar o plantel da raça.

## Usos

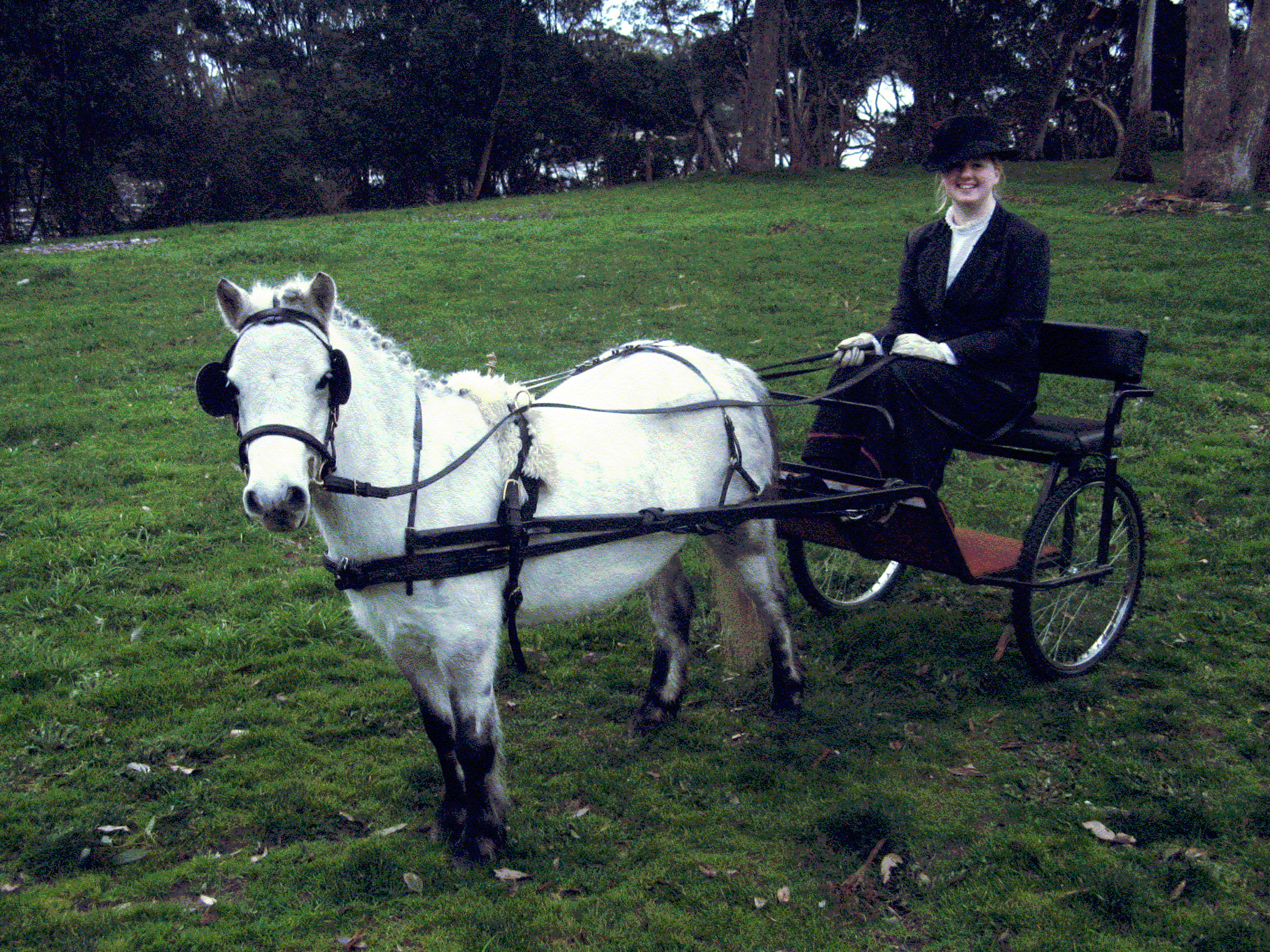
Um pônei shetland arreado.

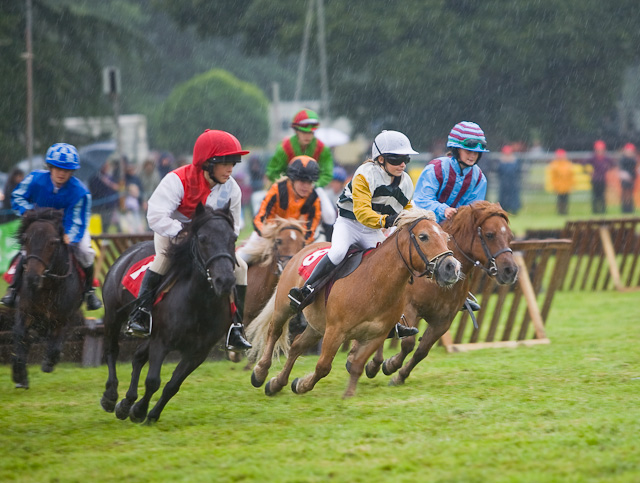
Corrida "Grand National" de pôneis shetland no Reino Unido

Hoje em dia, shetlands são montados por crianças e exibidos tanto para crianças quanto adultos, em aulas de montaria e condução de carroças, ou como atrações de feiras rurais e parques de diversão. Também são vistos em mini zoológicos e por vezes usados na equoterapia. No Reino Unido, Shetlands também competem na corrida Shetland Pony Grand National, galopando numa pista de corrida com jovens jóqueis.
 Shetlands miniatura tem sido treinados como cavalos-guias exercendo o mesmo papel  que cães guia. Essa tarefa também é realizada por outras raças de cavalo miniatura.